# Eisernes Bergl
Das Eiserne Bergl ist ein 1955 m ü. A. hoher Berg im Toten Gebirge, zwischen Warscheneck und Angerkogel. Der selten besuchte Wanderberg wird auch Rotenburgstallspitz oder Haidnisch Burgstall genannt. Er hat eine markant abgestutzte Form und besteht aus rötlichem Hierlatzkalk. Im Winter ist der Gipfel Ziel einer Skitour.

## Aufstieg
Markierte Anstiege:
- Weg 218 vom Linzer Haus in Richtung Luckerhütte, Bezeichneter Steig Aschacherweg (I+) zum Gipfel